# Lisa Gertsch
Lisa Gertsch (* 1992 in Bern) ist eine Schweizer Regisseurin, Drehbuchautorin und Filmproduzentin. Für ihre Arbeit wurde sie wiederholt ausgezeichnet.

## Leben
Gertsch machte ihre Matura in Philosophie und arbeitete im Anschluss als Produktionsassistentin am Filmhaus Bern. Sie absolvierte von 2013 bis 2017 ein Bachelorstudium im Fach Film an der Zürcher Hochschule der Künste (ZHdK). Sie erwarb dort 2023 einen Masterabschluss im Fach Regie. Seit dem Jahr 2023 wirkt sie als Dozentin für das Fach Drehbuch an der ZHdK. Sie ist Mitglied des Kollektivs Sabotage in Zürich. Sie arbeitet als Regisseurin und Drehbuchautorin in der Schweiz und in Deutschland.

## Wirken
Für ihren Bachelor-Abschlussfilm Fast Alles (2017) wurde Lisa Gertsch mit dem Student Academy Award («Studentenoscar») in der Kategorie Narrative ausgezeichnet. Der Film erzählt die Geschichte von einem Paar: Der Mann (Michael Neuenschwander) leidet an der Alzheimer-Krankheit; seine Frau (Oriana Schrage) steht vor der schwierigen Entscheidung, ihn in ein Pflegeheim zu bringen. Doch anstatt dies zu tun, entscheidet sich das Paar für einen Urlaub am Meer, um noch einmal die Zeit als normales Ehepaar zu geniessen. Der Film beleuchtet die Herausforderungen und emotionalen Momente, die mit einer frühen Alzheimer-Diagnose einhergehen. Fast Alles wurde 2019 für den Schweizer Filmpreis als Bester Abschlussfilm nominiert.
Ihr erster Langspielfilm Electric Fields (2024) ist ein Episodenfilm in schwarz-weiss, in dem Traum und Realität verschmolzen sind und der das Absurde und Fantastische zelebriert. Im Film werden Elemente wie morphende Vogelschwärme, die sich zu eisernen Magnetfeldern verwandeln, oder ein Mann, der eine Jahreszeit im Wald verschläft und mysteriös in einem See verschwindet, zur Erschaffung einer surrealen Welt genutzt. Der Film wurde 2024 beim Filmfestival Max Ophüls Preis gleich mehrfach ausgezeichnet: als bester Spielfilm, für das beste Drehbuch (Fritz-Raff-Drehbuchpreis) und mit dem Preis der Filmkritik. Auch erhielt der Film beim Schweizer Filmpreis 2024 eine Nomination als Bester Abschlussfilm.

## Filme
- 2017: Fast alles
- 2019: Happy Birthday
- 2020: J’ai arrêté de caresser le chien
- 2024: Electric Fields